# 库凯克
库凯克（法語：Couquèques，法語發音：[kukɛk]）是法国吉伦特省的一个市镇，属于莱斯帕尔梅多克区。

## 地理
库凯克（45°20'39"N, 0°50'58"W）面积6.33 平方千米，位于法国新阿基坦大区吉倫特省，该省份为法国西南部沿海省份，是法國本土面积最大的省，北起滨海夏朗德省，西临大西洋，南至朗德省，东南接洛特-加龍省，东临多爾多涅省。
与库凯克接壤的市镇（或旧市镇、城区）包括：梅多克地区锡夫拉克、贝加当、布莱尼昂-普里尼亚克、圣克里斯托利-梅多克、圣伊藏德梅多克。

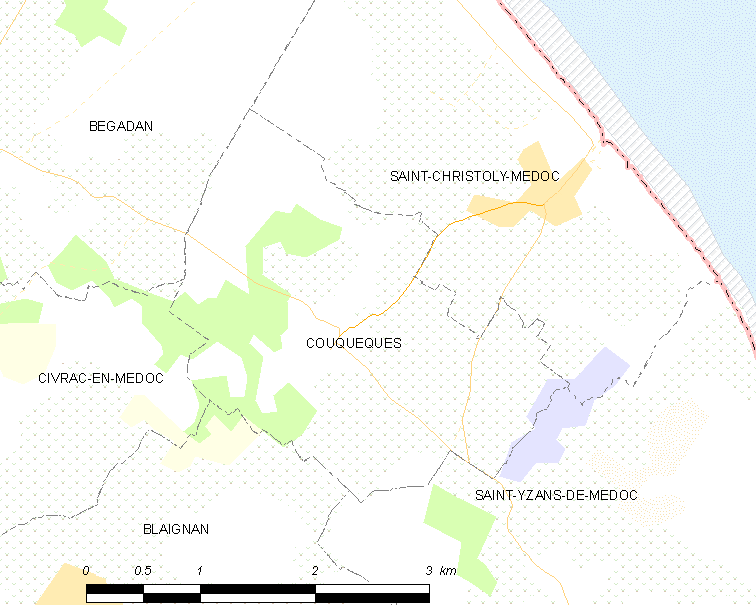
库凯克的OSM定位图

库凯克的时区为UTC+01:00、UTC+02:00（夏令时）。

## 行政
库凯克的邮政编码为33340，INSEE市镇编码为33134。

## 政治
库凯克所属的省级选区为北梅多克县。

## 人口

1962-2008年间库凯克人口变化图示

库凯克于2022年1月1日时的人口数量为268人。